# ذفرة طويلة الساق
ذفرة طويلة الساق (الاسم العلمي:Cleome longipes) هي نوع من النباتات تتبع جنس الذفرة من الفصيلة الذفرية.